# Station à hydrogène

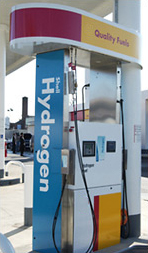
Pompe de ravitaillement en hydrogène.

Une station à hydrogène est une station de stockage ou d'approvisionnement en hydrogène,. Deux pressions de remplissage sont couramment utilisées : H70 ou 700 bar, et l'ancien standard H35 ou 350 bar.

## Stations-service hydrogène par région et pays
Une carte mondiale des stations-service d'hydrogène est disponible.

### Asie
En 2019, 178 stations-service à hydrogène accessibles au public étaient en service.

#### Japon

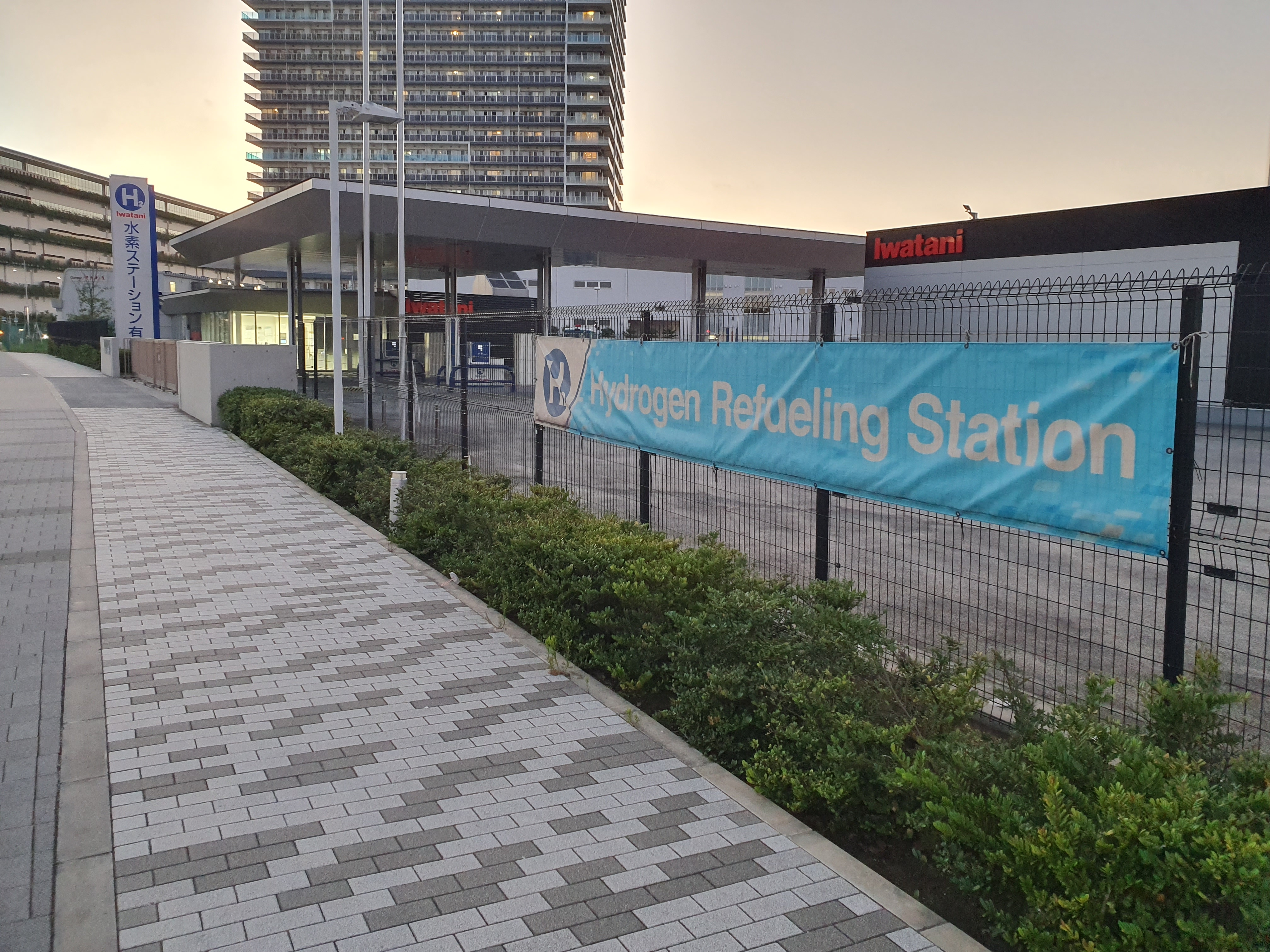
Station à hydrogène à Ariake, Tokyo.

En 2019, 114 stations-service à hydrogène accessibles au public étaient en service.
Le Japon a construit des stations-service d'hydrogène dans le cadre du projet JHFC de 2002 à 2010 pour tester diverses technologies de génération d'hydrogène. Fin 2012, il y avait 17 stations d'hydrogène. Yuriko Koike, ancienne ministre japonaise de l'Environnement, et soutenu par le Parti libéral démocrate du pays, a été créé un groupe de travail en 2016 pour superviser le processus de construction de nouvelles stations d'hydrogène.

#### Chine
Fin 2020, la Chine avait construit 118 stations de ravitaillement en hydrogène.

#### Corée du Sud
En 2019, 33 stations-service à hydrogène accessibles au public étaient en service,.
En 2018, 18 000 véhicules à pile à combustible ont été construits en Corée du Sud dont 9 000 pour la demande domestique.

### Europe
En 2019, il y avait 177 stations en Europe et 43 en construction,,.

#### Allemagne
En juin 2020, il y avait 84 stations à hydrogène disponibles pour le public et 21 en construction.

#### France
En juin 2020, 5 stations à hydrogène étaient disponibles au public et 2 étaient en construction.

#### Islande
En juin 2020, 3 stations à hydrogène étaient disponibles au public.

#### Italie
En juin 2020, une station à hydrogène était en opération.

#### Pays-Bas
En juin 2020, 4 stations à hydrogène étaient disponibles au public et 3 étaient en construction.

#### Danemark
En juin 2020, 6 stations à hydrogène étaient disponibles au public et une était en construction.

#### Belgique
En juin 2020, 2 stations à hydrogène étaient disponibles au public.

#### Norvège
En juin 2021, 2 stations à hydrogène étaient disponibles au public, toutes deux dans la région d'Oslo.
Depuis l'explosion de la station-service à hydrogène de Sandvika en juin 2019, la vente de voitures à hydrogène en Norvège s'est arrêtée.

#### Suède
En juin 2020, 4 stations à hydrogène étaient en opération en Suède.

#### Suisse
En juin 2020, 3 stations à hydrogène étaient disponibles au public en Suisse et 4 étaient en construction.

#### Royaume-Uni
En juin 2020, 11 stations à hydrogène étaient disponibles et 1 était en construction.
En 2011, la première station publique d'hydrogène a ouvert ses portes à Swindon. En 2015, le projet d'expansion du réseau d'hydrogène de Londres a ouvert la première station de ravitaillement en hydrogène située dans un supermarché à Sainsbury's à Hendon.
En 2015, il y avait deux stations de ravitaillement en hydrogène accessibles au public à Aberdeen.

### Amérique du Nord

#### Canada
En 2018, Shell Canada a lancé une initiative visant à construire des stations de ravitaillement en hydrogène en commençant par la première à Vancouver.

#### États-Unis
En janvier 2021, 45 stations à hydrogène étaient disponibles aux États-Unis dont 43 en Californie.
- Arizona : un prototype de station de ravitaillement en hydrogène a été construit conformément à tous les codes de sécurité, d'environnement et de construction en vigueur à Phoenix pour démontrer que de telles stations de ravitaillement pouvaient être construites dans les zones urbaines. En janvier 2021, aucune station n'était disponible au public en Arizona[16].

- Californie : en janvier 2021, il y avait 43 stations à hydrogène[16]. Le développement de stations d'hydrogène a été encouragé et subventionné par le California Fuel Cell Partnership et dans le cadre du programme California Hydrogen Highway du gouverneur Arnold Schwarzenegger[17],[18]. En 2013, le gouverneur Brown a signé un projet de loi pour financer jusqu'à cent stations d'hydrogène.

- Connecticut : en janvier 2021, une station accessible au public fonctionnait dans le Connecticut[16].

- Hawaï a ouvert sa première station d'hydrogène à Hickam en 2009[19]. En 2012, la Aloha Motor Company a ouvert une station hydrogène à Honolulu[20]. En janvier 2021, cependant, une seule station accessible au public fonctionnait à Hawaï[16].

- Massachusetts : la société française Air liquide a achevé la construction d'une nouvelle station de ravitaillement en hydrogène à Mansfield, Massachusetts en octobre 2018, l'une des quatre stations qu'elle a construites dans le cadre d'une expansion de l'infrastructure de ravitaillement en hydrogène dans le nord-est des États-Unis[21]. La station-service dans le Massachusetts est située au siège social de Billerica, dans le Massachusetts, du fabricant de piles à combustible Nuvera[22]. En janvier 2021, aucune station accessible au public n'était en service dans le Massachusetts[16].

- Michigan : en 2000, Ford et Air Products ont ouvert la première station d'hydrogène en Amérique du Nord à Dearborn[23]. En janvier 2021, aucune station accessible au public n'était en service dans le Michigan[16].

- La seule station-service d'hydrogène du Missouri est située sur le campus de l'université des sciences et technologies du Missouri[24]. En janvier 2021, aucune station accessible au public n'était en service dans le Missouri[16].

- Ohio : une station à hydrogène a ouvert ses portes en 2007 sur le campus de l'Ohio State University au Center for Automotive Research. Cette station est la seule dans l'Ohio[25]. En janvier 2021, aucune station accessible au public n'était en service dans l'Ohio[16].

- Vermont : une station hydrogène a été construite en 2004 dans le Vermont à Burlington. Le projet a été partiellement financé par le programme hydrogène du Département de l'énergie des États-Unis[26]. En janvier 2021, aucune station accessible au public n'était en service dans le Vermont[16].

### Océanie

#### Australie
En mars 2021, la première station-service à hydrogène australienne accessible au public a ouvert ses portes à Canberra, exploitée par ActewAGL.

## Méthode de rechargement en hydrogène
Les stations à hydrogène peuvent recevoir de l'hydrogène livré par camion ou par hydrogénoduc ou être produit sur le site. Un autre concept de Bioenergy Concept GmbH, qui n'a pas été commercialisé, consiste à remplir des cartouches d'hydrogène et à les transporter jusqu'à une station de remplissage, où les cartouches vides sont remplacées par de nouvelles,. On espère que ce procédé permettra d'économiser environ 33 % de l'énergie (kWh/kgH2) utilisée par les transports conventionnels.

## Types de bornes de recharge

### Autoroute à hydrogène
Une autoroute à hydrogène est une chaîne de stations-service à hydrogène et d'autres infrastructures le long d'une route ou d'une autoroute. L'Italie et l'Allemagne collaborent pour construire une autoroute de l'hydrogène entre Mantoue dans le nord de l'Italie et Munich dans le sud de l'Allemagne[réf. nécessaire].

### Station de ravitaillement en hydrogène à domicile
Des stations de ravitaillement en hydrogène à domicile sont à la disposition des consommateurs,,,.
Les stations domestiques à hydrogène par électrolyse de l'eau à énergie solaire sont composées de cellules solaires, d'un convertisseur de puissance, d'un purificateur d'eau, d'un électrolyseur, d'une tuyauterie, d'un purificateur d'hydrogène, d'un purificateur d'oxygène, d'un compresseur, réservoir sous pression et d'une sortie d'hydrogène.

## Capacité de ravitaillement journalier
Les stations de ravitaillement en hydrogène construites par Hyundai Motor Group peuvent généralement ravitailler jusqu'à 70 véhicules Hyundai Nexo par jour[réf. nécessaire].

## Inconvénients

### Pollution
En 2019, 98 % de l'hydrogène était produit par vaporeformage du méthane ce qui consomme de l'énergie fossile et émet du CO2. La majeure partie de l'hydrogène est également transportée vers les stations-service dans des camions, de sorte que la pollution est également émise lors de son transport.

### Volatilité
Le carburant hydrogène est dangereux en raison de sa faible énergie d'allumage, de sa forte énergie de combustion et parce qu'il fuit facilement des réservoirs. Des explosions dans des stations-service à hydrogène ont été signalées.

### Approvisionnement
Les stations de ravitaillement en hydrogène reçoivent généralement des livraisons par camion des fournisseurs d'hydrogène. Une interruption dans une installation de production d'hydrogène peut fermer plusieurs stations à hydrogène en raison d'une interruption de l'approvisionnement en hydrogène.

### Couts
Il y a beaucoup moins de stations-service à hydrogène que de stations-service à essence, qui, rien qu'aux États-Unis, étaient au nombre de 168 000 en 2004. Le remplacement de l'infrastructure américaine d'essence par une infrastructure de carburant à l'hydrogène coûterait un demi-billion de dollars américains. Une station de ravitaillement en hydrogène coûte entre un et quatre millions de dollars à construire. En comparaison, les véhicules électriques peuvent se recharger à domicile ou sur des chargeurs publics. En 2022, il y a environ 41 000 bornes de recharge publiques aux États-Unis, avec plus de 100 000 prises. Un chargeur public de niveau 2, qui comprend la grande majorité des chargeurs ChargePoint aux États-Unis, coûte environ 2 000 $, tandis qu'un chargeur rapide CC peut coûter entre 100 000 et 250 000 $.